# Rizópodo

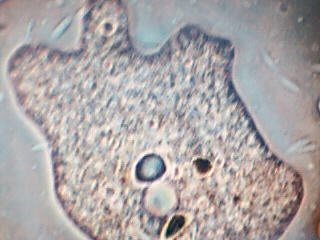
Amoeba, una ameba.

Rhizopoda, rizópodos o sarcodinos es un antiguo filo de los protistas unicelulares que abarca alrededor de 200 especies. Se trata de un grupo artificial, no monofilético (ya que no todos los organismos que lo conforman presentan una evolución a partir de un mismo ancestro), pero que sigue siendo usado de manera informal o en cursos introductorios a la biología. Comprende un conjunto heterogéneo de protistas unicelulares, desnudos o cubiertos por una teca o caparazón, que emiten seudópodos, apéndices deformables y más o menos efímeros, formados por expansión de la superficie celular. Utilizan estos seudópodos para desplazarse o para capturar el alimento sólido. Son los más sencillos de los protozoos, aunque quizá no los más primitivos de los actuales.
Los rizópodos comprenden a los amébidos, foraminíferos, radiolarios y heliozoos. La especie típica es la ameba Amoeba proteous. Algunos poseen esqueletos internos o externos calcáreos o silíceos. Poseen vacuolas digestivas y contráctiles, son heterótrofos y poseen la capacidad de enquistarse.

## Características
Casi todas las especies son de vida libre; se presentan casos de parasitismo, como en peces, moluscos, artrópodos y mamíferos y endosimbiosis, como en algas, bacterias y algunos virus. Especies como Endolimax nana, Iodamoeba buetschlii y Entamoeba coli se han aislado del intestino grueso de los seres humanos. Se han encontrado también rizópodos ectocomensales (comensales encontrados en la superficie de organismos) de ciertos organismos acuáticos. Como su nombre lo indica, Rhizopoda significa “pies con forma de raíz”, atribuyendo a lo más significativo de su morfología: los seudópodos. Estos seudópodos, “falsos pies”, son alargamientos provisionales del citoplasma, usados para la locomoción y alimentación. Su hábitat natural se caracteriza por ser acuoso o húmedo, pero escasamente serán ambientes totalmente secos. El agua, la vegetación acuática, los estuarios, los lechos oceánicos y rocas húmedas son algunos medios en los que se pueden encontrar rizópodos. 
Algunas especies de este grupo, como las amebas del grupo amoebozoa, se han encontrado beneficiosas para laboratorios en el estudio de locomoción de microorganismos. Así mismo, se aprovechan para entender los sistemas contráctiles de la locomoción, usando especies del género Acanthomoeba.

## Soporte y locomoción
Los rizópodos se pueden encontrar cubiertos únicamente por una membrana plasmática o también se pueden encontrar con una envoltura que protege a la membrana plasmática, conocida como teca o caparazón. Estas tecas son  formadas por el propio organismo o por partículas del ambiente que se compactan en ellos; sin embargo el material primario será siempre quitina o pseudoquitina. Según el tamaño y diferente estilo de vida del rizópodo se pueden encontrar distintas formas de seudópodos: lobopodios y filopodios. Los primeros son romos de forma redonda y los últimos son más finos y agudos. Así mismo, existen especies con múltiples lobopodios (Amoeba proteus), un único lobopodio que los asemeja a un tipo de babosa (Limax, Thecamoeba, Hartmanella) o con seudópodos en los lobopodios, llamados acantopodios (Acanthamoeba); este último tiene la apariencia de una mano con dedos. 
Por la manera en que se mueven se pueden diferenciar, dado a la variedad de sus “falsos pies” y su morfología. Muchos rizópodos tienen un movimiento de forma fluida o arrastrándose, mientras que otros se levantan del propio sustrato al alargar los seudópodos hacia abajo y mueven otros seudópodos guía hacia una dirección horizontal, como si caminaran. Aquellos rizópodos que poseen concha y tienen una única cobertura se arrastran, ya que poseen dos seudópodos que se extienden y se encogen. 

## Nutrición
Se pueden encontrar rizópodos herbívoros o carnívoros. La forma de alimentación de rizópodos son las ya conocidas fagocitosis y endocitosis, en las que generalmente encapsulan partículas de alimento y las ingieren, dejando dentro de su organismo unas vesículas de distintos tamaños. Esta invaginación puede suceder en cualquier parte del cuerpo. Si la presa fue ingerida viva, inmediatamente enzimas paralizantes y proteolíticas la suprimen. Aquellos rizópodos formados por tecas se alimentan en gran medida gracias a los seudópodos, y no por la encapsulación de la membrana propiamente. La forma como lo hacen es dispersando sus seudópodos de su única abertura y englobando el alimento, como si la abrazara, para formar una vesícula. Generalmente estas vacuolas no solo contienen alimento sino también componentes no digeribles del medio en el que estaban, e inmediatamente expulsan las vacuolas por cualquier parte del cuerpo, usualmente, por la parte trasera del organismo en movimiento.

## Reproducción
La reproducción de rizópodos desnudos se distingue de la reproducción de rizópodos con caparazón, aunque ambos hacen fisión binaria simple. Se han encontrado pocos rizópodos que hacen fisión múltiple. En los primeros se presenta inicialmente la división del núcleo y después la división del citoplasma. En el momento que se inicia la división citoplasmática, las células hijas portan seudópodos que ayudan a tirar en sentidos opuestos para facilitar la división de ambas. En los rizópodos con caparazón se hace una fisión binaria equitativa entre las dos células hijas, en la que la teca también se fusiona. Sin embargo, se presenta el caso donde una célula hija posee la teca y la otra no; la hija sin teca con el tiempo la va formando nuevamente. En el momento en que se presenta la fisión múltiple de rizópodos es porque hay formación de quistes, un mecanismo de reproducción en condiciones ambientales desfavorables.